# HTML Help
HTML Help – format plików pomocy w środowisku Windows, wprowadzony w 1996 roku przez Microsoft.
HTML Help, którego twórcą jest Ralph Warden, jeden z architektów systemów pomocy w Microsofcie, miał uzupełnić, a w perspektywie zastąpić, klasyczny format WinHelp.

## Budowa
Skompilowane archiwum HTML Help (plik *.chm) zawiera materiały opatrzone spisem treści, skorowidzem i systemem wyszukiwania, a także odsyłaczami hipertekstowymi. W przeciwieństwie do plików w formacie WinHelp, bazą HTML Help są dokumenty HTML. Podstawę funkcjonowania stanowi kontrolka Internet Explorera.
Oprócz plików HTML, jako bazy archiwum, w trakcie budowy powstają pliki z definicjami archiwum (*.hhp), spisu treści (*.hhc) i skorowidza (*.hhk). Są to pliki tekstowe, które można tworzyć ręcznie w dowolnym tekstowym edytorze. Po stworzeniu plików z definicjami konieczne jest użycie dedykowanego kompilatora HTML Help Workshop.
Istnieje możliwość łączenia oddzielnie zbudowanych archiwów za pomocą funkcji Merge, dzięki której można integrować we wspólnym interfejsie cząstkowe archiwa.

## Różnice
Archiwa pomocy w formacie HTML Help różnią się w stosunku do zwykłych dokumentów HTML, gdyż poza spisami treści i indeksami zawierają również wyszukiwanie pełnotekstowe. HTML Help nie zastępuje stron WWW, ale pozwala tworzyć archiwa informacyjne, którymi użytkownik może posługiwać się w środowisku Windows.

## Kompilator
Do zbudowania pliku HTML Help potrzebny jest kompilator firmy Microsoft, HTML Help Workshop, za pomocą którego można tworzyć archiwa w formacie HTML Help 1.0.
Kolejna wersja formatu, HTML Help 2.0, jest od kilku lat w stadium nieukończonych prac projektowych, aczkolwiek dostępna jest już testowa wersja kompilatora. Nie jest wykluczone, że HTML Help 2.0 nie ukaże się w postaci finalnej i zostanie zastąpiony przez nowy system plików pomocy przygotowywany dla systemu operacyjnego Windows Vista, oparty na języku XML.
Istnieją problemy kompilacji uwzględniające niektóre formaty plików, przede wszystkim multimedialnych. 

### Dekompilacja
W systemie MS Windows możliwa jest dekompilacja pliku pomocy na pliki źródłowe przy pomocy komendy:
```
hh.exe -decompile folder plik.chm
```

Spowoduje to zapisanie plików źródłowych pliku plik.chm do katalogu folder
Do dekompilacji można wykorzystać także oprogramowanie HTML Help Workshop.
Istnieją także programy umożliwiające dekompilację plików HTML Help w innych systemach operacyjnych.

## Przykładowa definicja pliku archiwum
Podstawowy plik z definicją archiwum (*.hhp) ma następującą konstrukcję (może się ona różnić zależnie od zawartości i przyjętych opcji):
```
[OPTIONS]
Auto Index=Yes
Binary TOC=No
Binary Index=Yes
Compatibility=1.1
Compiled file=wordperfect 2002.chm
Contents file=wordperfect 2002.hhc
Default topic=index.htm
Error log file=ErrorLog.log
Index file=wordperfect 2002.hhk
Title=wordperfect 2002
Display compile progress=Yes
Full-text search=Yes
Default window=main
[WINDOWS]
main=,"wordperfect 2002.hhc","wordperfect 2002.hhk","index.htm","index.htm",,,,,
0x23520,222,0x1046,[10,10,780,560],0xB0000,,,,,,0
[FILES]
r1.htm
r2.htm
r3.htm
r4.htm
r5.htm
r6.htm
r7.htm
r8.htm
r9.htm
```